# Hala Orbita
La Hala Orbita est une salle omnisports située à Wrocław en Pologne. 
Sa capacité est de 3 000 places. Elle est utilisée généralement par les équipes de basket-ball et de handball du WKS Śląsk Wrocław. C'est aussi le domicile de l'équipe masculine de volley-ball du EnergiaPro Gigawat Gwardia Wrocław, et de l'équipe féminine, le Impel Gwardia Wrocław.

## Évènements
- KGHM Dialog Polish Indoors
- Viva Comet 2007, 4 octobre 2007
- Challenger de Wrocław (annuel, février)